# 제41회 골든 글로브상
제41회 골든 글로브상은 1983년 상영된 영화 중 가장 뛰어난 영화를 수상하기 위해 1984년 1월에 열린 시상식이다. 미국,캘리포니아/비버리 힐튼 호텔에서 개최되었다.

## 수상 및 후보

### 세실 B. 데밀 상
- 폴 뉴먼 수상

### 작품상-드라마
- 애정의 조건 - 제임스 L. 브룩스 수상
- 필사의 도전 - 필립 카우프만
- 루벤, 루벤 - 로버트 엘리스 밀러
- 실크우드 - 마이크 니콜스
- 텐더 머시스 - 브루스 베레스포드

### 여우주연상-드라마
- 애정의 조건 - 셜리 맥클레인 수상
- 애정의 조건 - 데브라 윙거
- 고래같은 마음 - 보니 베델리아
- 테스타먼트 - 제인 알렉산더
- 실크우드 - 메릴 스트립

### 남우주연상-드라마
- 멋진 드렛서 - 톰 커트니 수상
- 그레이 폭스 - 리처드 판스워드
- 스타 80 - 에릭 로버츠
- 멋진 드렛서 - 앨버트 피니
- 스카페이스 - 알 파치노

### 작품상-뮤지컬코미디
- 엔틀 - 바브라 스트라이샌드 수상
- 젤리그 - 우디 앨런
- 플래시댄스 - 애드리안 라인
- 새로운 탄생 - 로렌스 캐스단
- 대역전 - 존 랜디스

### 여우주연상-뮤지컬코미디
- 리타 길들이기 - 줄리 월터스 수상
- 펜잔체의 해적 - 린다 론스타드
- 플래시댄스 - 제니퍼 빌즈
- 사느냐 죽느냐 - 앤 밴크로프트
- 엔틀 - 바브라 스트라이샌드

### 남우주연상-뮤지컬코미디
- 리타 길들이기 - 마이클 케인 수상
- 루벤, 루벤 - 톰 콘티
- 위험한 청춘 - 톰 크루즈
- 대역전 - 에디 머피
- 엔틀 - 맨디 파틴킨
- 젤리그 - 우디 앨런

### 여우조연상
- 실크우드 - 쉐어 수상
- 텐더 머시스 - 테스 하퍼
- 가장 위험한 해 - 린다 헌트
- 007 - 네버 세이 네버 어게인 - 바바라 카레라
- 고르키 파크 - 조안나 파쿨라

### 남우조연상
- 애정의 조건 - 잭 니콜슨 수상
- 사느냐 죽느냐 - 찰스 더닝
- 실크우드 - 커트 러셀
- 언더 화이어 - 진 핵크만
- 스카페이스 - 스티븐 바우어

### 외국어 영화상
- 화니와 알렉산더 - 잉그마르 베르히만 수상
- 카르멘 - 카를로스 사우라
- 리타 길들이기 - 루이스 길버트
- 멋진 드렛서 - 피터 예이츠
- 그레이 폭스 - Phillip Borsos

### 감독상
- 엔틀 - 바브라 스트라이샌드 수상
- 텐더 머시스 - 브루스 베레스포드
- 애정의 조건 - 제임스 L. 브룩스
- 멋진 드렛서 - 피터 예이츠
- 화니와 알렉산더 - 잉그마르 베르히만
- 실크우드 - 마이크 니콜스

### 각본상
- 애정의 조건 - 제임스 L. 브룩스 수상
- 새로운 탄생 - 로렌스 캐스단
- 멋진 드렛서 - 로널드 하우드
- 리타 길들이기 - 윌리 러셀
- 루벤, 루벤 - 줄리어스 J. 엡스타인

### 음악상
- 플래시댄스 - 조지오 모로더 수상
- 럼블 피쉬 - Stewart Copeland
- 스카페이스 - 조지오 모로더
- 언더 화이어 - 제리 골드스미스
- 엔틀 - 미셀 르그랑

### 주제가상
- 플래시댄스 - 조지오 모로더 수상
- 텐더 머시스 - Bobby Hart
- 엔틀 - 앨런 버그먼 외
- 플래시댄스 - Dennis Matkosky
- 스테잉 얼라이브 - Frank Stallone

## 같이 보기
- 제56회 아카데미상
- 제4회 골든 래즈베리상
- 제37회 영국 아카데미 영화상